# Братолюбівка (Каховський район)
Братолю́бівка — село в Україні, у Костянтинівській сільській громаді Каховського району Херсонської області. Населення становить 341 осіб. Орган місцевого самоврядування — Костянтинівська сільська рада.
24 лютого 2022 року село тимчасово окуповане російськими військами під час російсько-української війни.

## Інфраструктура
- ВАТ «Горностаївський райагропостач».
- ТОВ «Гримат Груп».
- Комбікормовий завод.
- Клуб.
- Бібліотека.
- Братолюбівський заклад початкової освіти Костянтинівської сільської ради Херсонської області, філія Костянтинівського закладу повної загальної середньої освіти.

## Населення
Згідно з переписом УРСР 1989 року чисельність наявного населення села становила 350 осіб, з яких 168 чоловіків та 182 жінки.
За переписом населення України 2001 року в селі мешкало 340 осіб.

### Мова
Розподіл населення за рідною мовою за даними перепису 2001 року:
| Мова       | Відсоток |
| ---------- | -------- |
| українська | 96,48 %  |
| російська  | 2,64 %   |
| молдовська | 0,88 %   |